# Алексук-Чурариу, Алин
Алин Алексук-Чурариу (рум. Alin Alexuc-Ciurariu; 17 июля 1995, Ботошани, Румыния) — румынский борец греко-римского стиля, чемпион Европы, призёр чемпионата мира. Участник трёх Олимпийских игр.

## Спортивная карьера
Борьбой занимается с 2002 года. Тренируется в спортивном клубе «Динамо» из Бухареста. С 2009 года выступает под руководством Петрица Караре. На Олимпиаде 2012 года в Лондоне, где он выступал под руководством тренера Виктора Бачу, он уступил в 1/16 финала представителю Болгарии Элису Гури. В 2016 году на Олимпиаде в Рио-де-Жанейро в схватке за бронзовую медаль уступил турку Дженку Ильдему. В мае 2018 года на чемпионате Европы в Каспийске завоевал бронзовую медаль, выиграв в схватке за 3 место у венгра Балинта Лама. На чемпионате Европы 2019 года в Бухаресте завоевал бронзовую медаль. В феврале 2020 года стал чемпионом Европы, победив в финале грузина Левана Арабули.

## Спортивные результаты
- Чемпионат Европы по борьбе 2011 — 14;
- Чемпионат мира по борьбе 2011 — 9;
- Чемпионат Европы по борьбе 2012 — 12;
- Олимпиада 2012 — 16;
- Чемпионат мира по борьбе 2013 — 18;
- Чемпионат мира по борьбе 2014 — 5;
- Европейские игры 2015 — 16;
- Чемпионат мира по борьбе 2015 — 5;
- Олимпиада 2016 — 5;
- Чемпионат Европы по борьбе 2017 — 5;
- Чемпионат мира по борьбе 2017 — 11;
- Чемпионат Европы по борьбе 2018 — ;
- Чемпионат мира по борьбе 2018 — 11;
- Чемпионат Европы по борьбе 2019 — ;
- Европейские игры 2019 — 7;
- Чемпионат мира по борьбе 2019 — 14;
- Чемпионат Европы по борьбе 2020 — ;